# Rivoluzione sessuale
La rivoluzione sessuale, nota anche come liberazione sessuale, è stato un movimento sociale avvenuto attorno al 1968 principalmente nei Paesi occidentali, e modificò i tradizionali codici di comportamento relativi alla sessualità e alle relazioni interpersonali. Il cambiamento più importante avvenuto a seguito di questa rivoluzione, fu l'accettazione del sesso al di fuori delle tradizionali relazioni eterosessuali e monogame (il matrimonio). Oltre al riconoscimento del sesso prematrimoniale come socialmente accettabile a differenza di prima, seguirono l'introduzione del divorzio, l'abrogazione del reato di adulterio e del delitto d'onore, la normalizzazione della contraccezione e della pillola, il cambiamento della morale riguardo alla nudità pubblica, all'accettazione dell'omosessualità e della pornografia, alla possibilità di forme alternative di sessualità e alla legalizzazione dell'aborto.
La liberazione sessuale avvenne dopo che terminò la prima ondata femminista (1900-1960), e coincise con il periodo della seconda ondata femminista (1960-1980).

## Storia
La rivoluzione sessuale interessò le società occidentali del secondo dopoguerra a cominciare dagli Stati Uniti negli anni cinquanta e s’introdusse in Italia negli anni sessanta. I soggetti promotori della rivoluzione sessuale furono i movimenti giovanili di protesta, che misero in discussione istituzioni come la famiglia e valori considerati caduchi e “borghesi” quali la fedeltà, la verginità, il matrimonio, la presa di coscienza dei propri diritti ed esigenze delle nuove generazioni femminili, la cultura modernizzante e consumistica del neocapitalismo industriale negli anni del boom economico. Le scoperte mediche e scientifiche concernenti i metodi anticoncezionali e abortivi, posero le premesse per il controllo da parte delle donne della sfera della procreazione separandola dalla sessualità. 
La possibilità di controllare le nascite consentì alla donna di recuperare una sessualità indipendente dalla riproduzione, di rapportarsi in modo nuovo col proprio partner, di scoprire e conoscere il proprio corpo, affermandosi sempre più come soggetto autonomo e indipendente. Gli anni del boom introdussero in Italia profondi cambiamenti strutturali sintetizzabili nel passaggio da una società ancora prevalentemente agricola ad una industriale. La struttura sociale e la società civile furono attraversate e ridefinite dalla migrazione interna, dall’inurbamento, dall’emergere di nuovi sistemi associativi e produttivi, dallo scadere dell’autorità parentale, dalla ristrutturazione della famiglia, che predisposero e favorirono mutamenti culturali, di valori e di costume a partire dalla nuova consuetudine alle vacanze, all’uso del tempo libero, al permissivismo che iniziò a diffondersi fagocitato da nuove forme di consumo.
La scolarizzazione di massa, l’inurbamento, la diffusione dei mezzi privati di trasporto offrivano ai giovani opportunità nuove per stare assieme, ricavarsi nuovi spazi di libertà che favorivano la possibilità di contatti amorosi, prima e fuori del matrimonio o dal fidanzamento ufficiale. Le città garantivano maggiore anonimato, veniva meno il controllo sociale esercitato sull’individuo dalla comunità.
Sul finire degli anni sessanta la frattura generazionale all’interno del mondo femminile era evidente. 
Ci fu così un aumento degli incontri sessuali tra ragazzi/e non sposati. I tassi di matrimonio sono diminuiti in modo significativo in questo periodo di tempo. Il numero degli americani non sposati di età compresa tra venti e ventiquattro è più che raddoppiato, passando da 4,3 milioni nel 1960 a 9,7 milioni nel 1976. Uomini e donne cercarono di rimodellare il matrimonio instillando nuove istituzioni di matrimonio aperto, scambio di coniugi, oscillazioni e sesso in comune. Ci fu un'introduzione del sesso occasionale durante la rivoluzione a un livello mai visto o sentito prima. I Paesi occidentali acquisirono una serie di costumi rilassati e con il contributo del sesso prematrimoniale in aumento e lo sviluppo del controllo delle nascite, il sesso occasionale tra adulti diventò molto popolare.
Una delle cause suggerite della rivoluzione sessuale degli anni 1960 è stata lo sviluppo della pillola anticoncezionale nel 1960, che ha dato alle donne l'accesso a una contraccezione facile e affidabile. Un'altra probabile causa era un enorme miglioramento dell'ostetricia, riducendo notevolmente il numero di donne che morivano a causa della gravidanza, aumentando così l'aspettativa di vita delle donne. Una terza causa, più indiretta, era il gran numero di bambini nati negli anni '40 e nei primi anni '50 in tutto il mondo occidentale - la "generazione del baby boom" - molti dei quali sarebbero cresciuti in condizioni relativamente prospere e sicure, all'interno di una classe media in aumento e con un migliore accesso all'istruzione, e quindi crebbero con una visione più laica della vita. Con il loro peso demografico e il loro background sociale ed educativo sono arrivati a innescare un cambiamento nella società verso atteggiamenti più permissivi e informali.
In un articolo del 2004, Alan Petigny sostenne che una causa specifica non può essere selezionata per questo grande fenomeno. La scrittrice femminista francese Simone de Beauvoir era particolarmente convinta che l'emancipazione economica della donna contribuì notevolmente a innescare questo cambiamento.

## Femminismo e liberazione sessuale

Una marcia di liberazione gay a Londra

In concomitanza con la seconda ondata femminista iniziato all'inizio degli anni '60, il movimento per la liberazione sessuale fu aiutato dagli ideologi femministi nella loro reciproca lotta per sfidare le idee tradizionali riguardanti la sessualità femminile. L'eliminazione di un'indebita preferenza verso gli uomini e l'oggettivazione delle donne, nonché il sostegno al diritto delle donne di scegliere i loro partner sessuali liberi da interferenze o giudizi esterni ("amore libero") erano i principali obiettivi associati alla liberazione sessuale dal punto di vista femminista. Molti pensatori femministi credevano che l'affermazione del primato della sessualità sarebbe stato un passo importante verso il fine ultimo della liberazione delle donne, così le donne furono esortate ad avviare avances sessuali, a fare sesso e a sperimentare nuove forme di sessualità.
I movimenti femministi hanno insistito e si sono concentrati sulla liberazione sessuale per le donne, sia fisica che psicologica. La ricerca del piacere sessuale per le donne era l'ideologia centrale, che in seguito avrebbe posto le basi per l'indipendenza femminile.
Il movimento delle donne ha ridefinito la sessualità, riconoscendo l'importanza del desiderio sessuale e dell'orgasmo delle donne. The Myth of the Vaginal Orgasm (Il mito dell'orgasmo vaginale), un saggio di Anne Koedt del 1968, illustra una comprensione dell'anatomia sessuale di una donna compresa la prova dell'orgasmo clitorideo, argomentando contro le "supposizioni di Freud delle donne come appendice inferiore all'uomo, e il suo conseguente ruolo sociale e psicologico". Freud sosteneva che la frigidità femminile - l'incapacità di raggiungere l'orgasmo vaginale - era una forma di nevrosi, riconducibile a una fissazione alla fase puberale. In realtà, come riporta la Koedt, «la vagina non è un'area altamente sensibile e non è congegnata per raggiungere l'orgasmo. È la clitoride il centro della sensibilità sessuale e l'equivalente femminile del pene». E come il pene è l'unica area sessualmente sensibile dell'uomo, nella donna «c'è una sola area di acme sessuale, anche se ci sono molte aree di sollecitazione sessuale: quell'area è il clitoride» che nel rapporto sessuale convenzionale non viene sufficientemente stimolata e la donna sembra «frigida». Che le cose stiano effettivamente in questo modo era del resto già stato dimostrato da decenni da studi d'istologia e di sessuologia, passati inosservati, per la loro stessa natura, all'opinione pubblica.
Sebbene la questione della libertà sessuale debba essere o meno una questione femminista è attualmente un argomento molto discusso, il movimento femminista si definisce apertamente come il movimento per l'uguaglianza sociale, politica ed economica di uomini e donne. Anche i movimenti femministi sono coinvolti nella lotta contro il sessismo e poiché il sessismo è una nozione molto complessa, è difficile separare la critica femminista verso il sessismo dalla sua lotta contro l'oppressione sessuale.
Il movimento femminista ha contribuito a creare un clima sociale in cui le donne e le persone LGBT sono sempre più in grado di essere aperte e libere con la loro sessualità, che ha permesso una liberazione spirituale di sorta per quanto riguarda il sesso. Piuttosto che essere costretti a nascondere i loro desideri o sentimenti sessuali, le donne e le persone LGBT hanno guadagnato e continuano a guadagnare maggiore libertà in questo settore. Di conseguenza, il movimento femminista per porre fine all'oppressione sessuale ha contribuito e continua a contribuire direttamente al movimento di liberazione sessuale.
Agli inizi degli anni '90, negli Stati Uniti scoppiarono le guerre sessuali femministe (detta anche terza ondata femminista) dovute a disaccordi sulla prostituzione e sul BDSM, oltre che sulla sessualità in generale.

## Sesso esplicito sullo schermo
Il sesso esplicito sullo schermo, e con esso l'accettazione del nudo da parte di uomini e donne sulla scena, divenne la norma in diversi Paesi europei e nordamericani verso la fine del XX secolo. Ci fu una involuzione patriarcale con il ritorno della visione della donna oggetto sessuale del maschio, con locali specializzati nello spogliarello e nella lap dance si diffusero rapidamente; le famose conigliette di Playboy iniziarono questo trend. Sempre in questo periodo, si diffuse la pornografia.
In Italia, la pornografia cominciò a essere maggiormente tollerata a partire dalla seconda metà del XX secolo; rientravano nel filone di questa maggiore tolleranza anche film non propriamente pornografici come quelli della commedia sexy all'italiana, che ebbero capillare diffusione e che mostravano scene di nudo. A differenza che in altri Paesi, in Italia non ci furono modifiche legislative vere e proprie che decretarono questa maggiore accettazione. Piuttosto ci fu un orientamento "moderno" della giurisprudenza che interpretò diversamente l'articolo 528 del Codice penale, restringendo la definizione di "scritti, disegni, immagini o atti osceni".

## Critiche
Alcuni studiosi definiscono questa come un’epoca di edonismo e decadenza morale; anche il problema della bassa natalità,che affligge i Paesi occidentali contemporanei, sarebbe frutto della rivoluzione sessuale.